# Floris Molenaar
Floris Molenaar (Hoogeveen, 2 maart 1995) is een Nederlandse DJ voor de zender Radio538

## Biografie
Floris werd geboren in Hoogeveen, en groeide op in het Groningse Haren.
Als tophockeyer speelde hij bij HC Bloemendaal in de Hoofdklasse van 2013 tot 2016. Vanaf 2016 tot 2023 speelde hij bij ZSV Schaerweijde uit Zeist.
Daarnaast hockeyde hij bij Jong Oranje van 2014 tot 2016, waarmee hij in 2014 de Europese titel veroverde tijdens het EK in Waterloo (België).
Naast zijn tophockeycarrière is Floris bekend als radio-dj. Vanaf 2016 maakte hij een maandelijks dance-radioprogramma op het onlineradiostation ALLSportsRadio met de naam “TechTime”.
In de zomer van 2021 startte hij het opleidingstraject bij de NPO-Campus, waarbij hij een wekelijks programma maakte op NPO KX.
Sinds 1 januari 2022 maakt Floris wekelijks een programma in de nacht van NPO 3FM onder de vlag van KRO-NCRV. Van maandag op dinsdag en van dinsdag op woensdag van 2:00-4:00 uur. Per 1 januari 2023 werd het tijdslot uitgebreid naar 1:00-4:00 uur. Per september 2023 maakt Floris zijn programma van woensdag op donderdag en van donderdag op vrijdag van 1:00-4:00 uur.
Vanaf 1 januari 2024 maakte hij zijn programma op NPO 3FM in de vroege weekendochtend, wederom voor KRO-NCRV. Daarnaast bleef hij zijn nachtprogramma maken. Per 15 juli 2024 werkt hij voor Radio 538.